# Иммиграция в Сингапур
Иммиграция в Сингапур — выезд в Сингапур с целью длительного или постоянного пребывания.
Положение в Сингапуре с иммиграцией и рабочими-иммигранты в связано с экономическим состоянием страны. После получения независимости от Малайзии в 1965 году, в 1966 году были выработаны иммиграционные законы с целью укрепления Сингапура, как суверенного государства. Положением иммиграции занимается Министерство трудовых ресурсов Сингапура.
| Год  | Количество в тыс. чел.      | Количество в тыс. чел. | Количество в тыс. чел. | Рост                        | Рост              | Рост        |
| Год  | Общая численность населения | Постоянные жители      | Нерезиденты            | Общая численность населения | Постоянные жители | Нерезиденты |
| ---- | --------------------------- | ---------------------- | ---------------------- | --------------------------- | ----------------- | ----------- |
| 1990 | 3 047,1                     | 112,1                  | 311,3                  | 1,7 %                       | 2,3 %             | 9,0 %       |
| 2000 | 4 027,9                     | 287,5                  | 754,5                  | 1,8 %                       | 9,9 %             | 9,3 %       |
| 2009 | 4 987,6                     | 533,2                  | 1 253,7                | 2,5 %                       | 11,5 %            | 4,8 %       |
| 2010 | 5 076,7                     | 541,0                  | 1 305,0                | 1,0 %                       | 1,5 %             | 4,1 %       |
| 2011 | 5 183,7                     | 532,0                  | 1 394,4                | 0,5 %                       | −1,7 %            | 6,9 %       |
| 2012 | 5 312,4                     | 533,1                  | 1 494,2                | 0,8 %                       | 0,2 %             | 7,2 %       |
| 2013 | 5 399,2                     | 531,2                  | 1 554,4                | 1,6 %                       | −0,3 %            | 4,0 %       |
| 2014 | 5 469,7                     | 527,7                  | 1 599,0                | 1,3 %                       | −0,7 %            | 2,9 %       |
| 2015 | 5 535,0                     | 527,7                  | 1 632,3                | 1,2 %                       | 0 %               | 2,1 %       |

## Статистика
В 1970 и 1980 годы соотношение между постоянными жителями и иммигрантами составляло 1:2. Это соотношение сохранялось и 1990-х годы. Иностранцы в Сингапуре составляют около 29 % от общего числа рабочей силы в 2000 году. За последнее десятилетие количество иммигрантов выросло на 170 %. В 2006 году в Сингапуре насчитывалось около 580 000 работников с низкой квалификацией.

## Политика
Иммиграция в Сингапур подразделяется на неквалифицированных иностранных рабочих и людей с высокой квалификацией. Иностранные неквалифицированных рабочие работают в промышленности, строительстве и секторе бытовых услуг. Большинство из них приезжают из Китая, Индонезии, Индии, Бангладеш, Пакистана, Мьянмы, Шри-Ланки, Филиппин и Таиланда, в рамках двусторонних соглашений между Сингапуром и этими странами.
Рабочие с высокой квалификацией приезжают из Индии, Австралии, Филиппин, Китая, Тайваня, Гонконга, Японии, Республики Корея, Малайзии, Европы, Новой Зеландии и Соединенных Штатов.
В Сингапуре создана система, при которой различные виды пропусков выдаются работникам в соответствии с их квалификацией и месячным окладом. Система «P, Q, R» была введена в практику с сентября 1998 года; «S» тип был введен в июле 2004 года. Правительство также установило различные политики по набору иностранных рабочих.
Для привлечения иностранных специалистов Министерство трудовых ресурсов Сингапура разрабатывает специальные программы, включающие обеспечение рабочих жильем. Программы разделены для квалифицированной и неквалифицированной рабочей силы. В 1981 году правительство заявило о своем намерении отказаться от всех неквалифицированных иностранных работников к концу 1991 года, кроме внутренних горничных и лиц, занятых в строительстве и обслуживании верфей. Эта позиция вызвала протесты со стороны работодателей, сталкивающихся с нехваткой рабочей силы.
В 1991 году правительство Сингапура ввело систему уплаты налогов на принимаемых иностранных работников.

## Закон об иммиграции
Иностранным рабочим в Сингапуре требуется рабочая виза. Существуют различные типы виз для работы: разрешения на работу для низкоквалифицированных рабочих, категорий P1 и P2. 
С 1 сентября 2012 только иностранные работники, зарабатывающие от $4000 в месяц могут позволить привезти с собой в Сингапур своих супругов и детей. Рост необходимой для этого суммарной зарплаты от $2800 до $4,000 снизил тревоги в обществе  по поводу избыточного притока мигрантов из-за рубежа.

## Критика
Приток иммигрантов и иностранных работников в Сингапур привел к поляризации настроений местных жителей. Отношение к иммигрантам было основным вопросом в период парламентских и президентских выборов 2011 года. Сингапурцы критиковали правительство за проводимую политику в этой области. Большое количество иностранцев приводит к перенаселению, трудностям с общественным транспортом, росту цен на недвижимость, уменьшению уровня заработной платы, усилению конкуренции за рабочие места и получения образования, росту неравенства в доходах и игнорирование социальных проблем.
Премьер-министр Ли Сяньлун и различные правительственные учреждения писали о росте пренебрежительных высказываний по отношению к иностранцам. Росту этих настроений способствовало сообщение о выделении 2000 иностранным студентам стипендий на обучение.
Правительство обвинили в обделении стипендиями местных студентов.
Высказываются опасения, что иммигранты могут использовать Сингапур для иммиграции через него в другие развитые страны. Этому способствует статистика — каждый год около 300 работников отказываются от гражданства Сингапура. Многие иностранцы не решаются принимать сингапурское гражданство из-за необходимости двухлетней обязательной военной службы для мужчин второго поколения.